# Église de Pihtipudas
L'église de Pihtipudas (en finnois : Pihtiputaan kirkko) est une église située à Pihtipudas en Finlande.

## Description

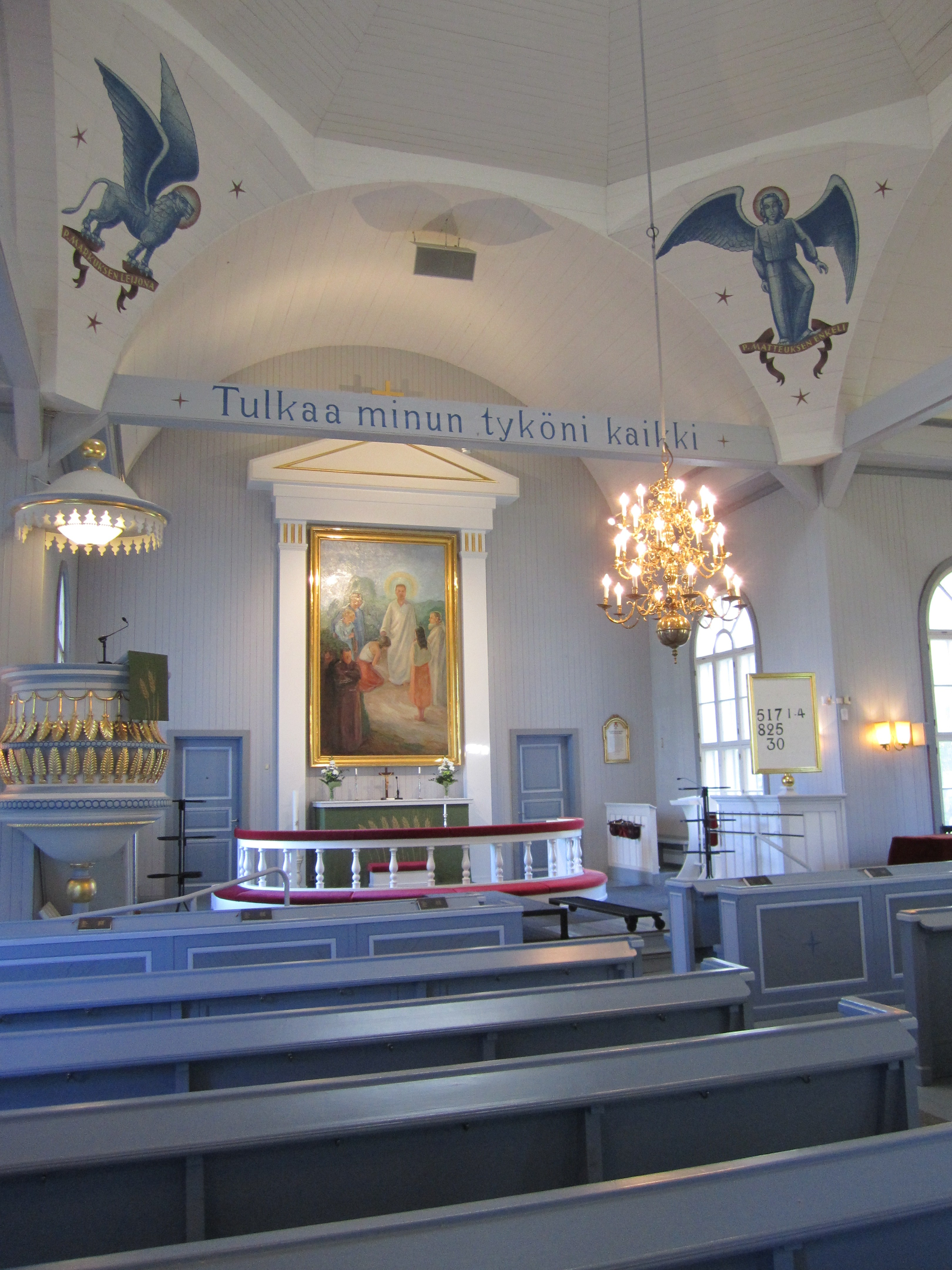
L'autel.

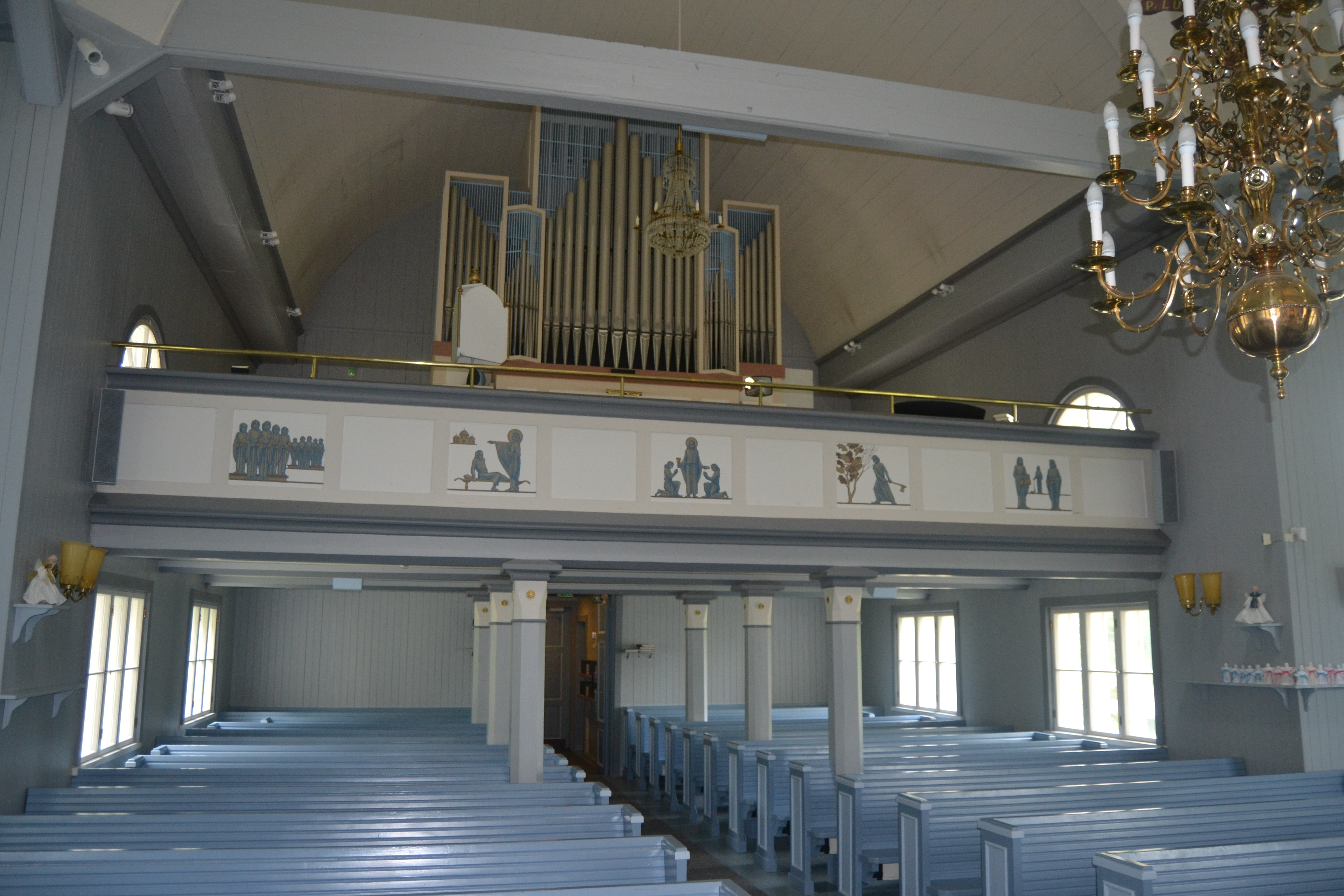
L’orgue.

Conçue par l'architecte Simon Silvén les travaux de construction se terminent en 1803.
À l'origine, l'église a des murs en rondins et est peinte en rouge. Elle a de petits vitraux et pas de galerie. La chaire est l’ancienne chaire de l'église de Viitasaari.